# Radići (Malinska – Dubašnica)
Radići su naselje u Hrvatskoj u sastavu općine Malinske – Dubašnice. Nalaze se u Primorsko-goranskoj županiji.

## Zemljopis
Nalaze se na otoku Krku. Jugozapadno su Turčić, Zidarići i Bogovići, zapadno je Malinska, sjeveroistočno su Sveti Vid-Miholjice i Sršići, istočno-jugoistočno su Maršići i Rasopasno, jugoistočno su Kremenići i Gabonjin.

## Stanovništvo
| broj stanovnika | 42    | 46    | 33    | 30    | 41    | 39    | 23    | 30    | 20    | 21    | 15    | 12    | 8     |       | 511   | 175   | 207   |
|                 | 1857. | 1869. | 1880. | 1890. | 1900. | 1910. | 1921. | 1931. | 1948. | 1953. | 1961. | 1971. | 1981. | 1991. | 2001. | 2011. | 2021. |